# Paul Hermans (politicus)
Paul Hermans (Antwerpen, 6 januari 1929 - Lier, 14 september 2011) was een Belgisch politicus van de CVP.

## Levensloop
Hij werd beroepshalve advocaat en was plaatsvervangend vrederechter.
Hermans werd in 1985 verkozen tot lid van de Kamer van volksvertegenwoordigers voor het arrondissement Mechelen en vervulde dit mandaat tot in 1991. Hij zetelde vervolgens van 1991 tot 1993 in de Senaat als provinciaal senator voor Antwerpen. In de periode december 1985-november 1991 had hij als gevolg van het toen bestaande dubbelmandaat ook zitting in de Vlaamse Raad.  
Bij de gemeenteraadsverkiezingen van 1988 en 1994 was hij lijsttrekker van de CVP in Lier. In 1994 verhoogde de CVP zijn stemmenpercentage van 27,6 naar 29,9 % en klom van 10 naar 11 zetels. In de nieuwgevormde coalitie met de VLD, onder het burgemeesterschap van Marleen Vanderpoorten, werd Hermans OCMW-voorzitter. In 1996 nam hij ontslag om gezondheidsredenen.